# Tore Hjort
Tore Hjort var en norsk hövding från Vågen i Hålogaland. 
Tore Hjort stred 986 på Håkon jarls sida vid Hjörungavåg. Då han sedermera reste sig mot Olav Tryggvason, blev han angripen av denne och dog för konungens hand 999.